# Trachinops caudimaculatus
Trachinops caudimaculatus är en fiskart som beskrevs av Mccoy, 1890. Trachinops caudimaculatus ingår i släktet Trachinops och familjen Plesiopidae. Inga underarter finns listade i Catalogue of Life.